# Joan Osborne
Joan Elizabeth Osborne (ur. 8 lipca 1962) – amerykańska piosenkarka, gitarzystka i autorka tekstów.
Na scenie muzycznej udzielała się już od 1989 roku, ale została zauważona dopiero na festiwalu muzycznym Lilith Fair, założonym w 1996 roku przez Sarah McLachlan, specjalnie z myślą o promowaniu muzyki wykonywanej przez kobiety. Piosenkarka współpracowała z różnymi, amerykańskimi grupami muzycznymi, m.in. Grateful Dead, Dixie Chicks, The Dead, Phil Lesh and Friends.
„One of Us” jest jednym z nielicznych utworów z oeuvre artystki, utrzymanych w popowych klimatach. Piosenkarka preferowała styl rockowy, balansujący między country, blues, folk i soul. O popularności „One of Us” świadczy fakt, iż singel został użyty między innymi jako opening w serialu Joan z Arkadii i znalazł się na ścieżkach dźwiękowych filmów Vanilla Sky oraz Bruce Wszechmogący. Utwór został także wykorzystany w popularnym serialu młodzieżowym Glee.

## Dyskografia
- Relish(inne języki) (1995) (z singlem One of Us)
- Early Recordings (1996)
- Righteous Love (2000)
- How Sweet It Is (2002)
- One of Us (2005)
- Christmas Means Love (2005)
- Pretty Little Stranger (2006)
- Breakfast in Bed (2007)
- Little Wild One (2008)
- Bring It On Home (2012)
- Love and Hate (2014)